# Karl Wilhelm Justi

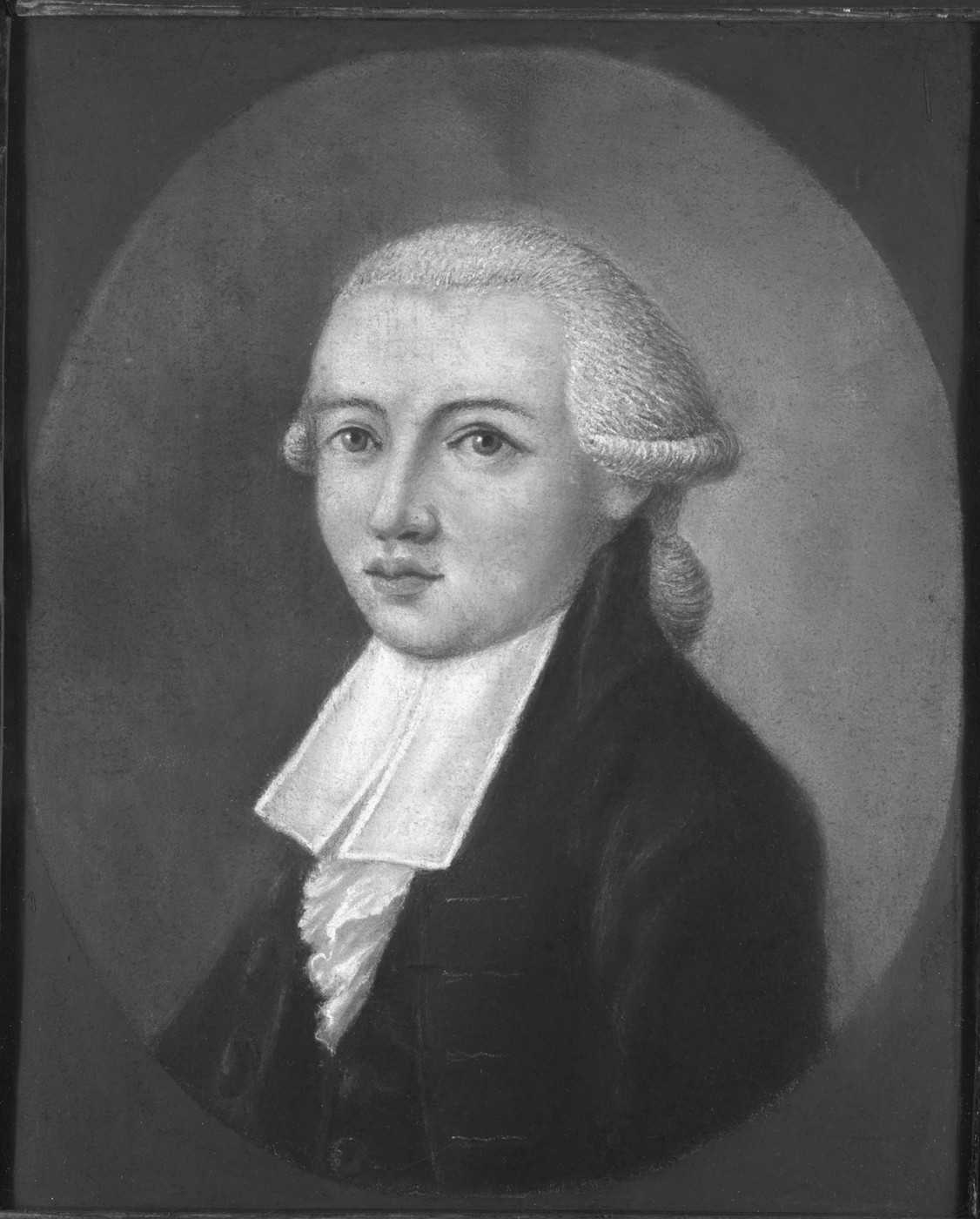
Karl Wilhelm Justi

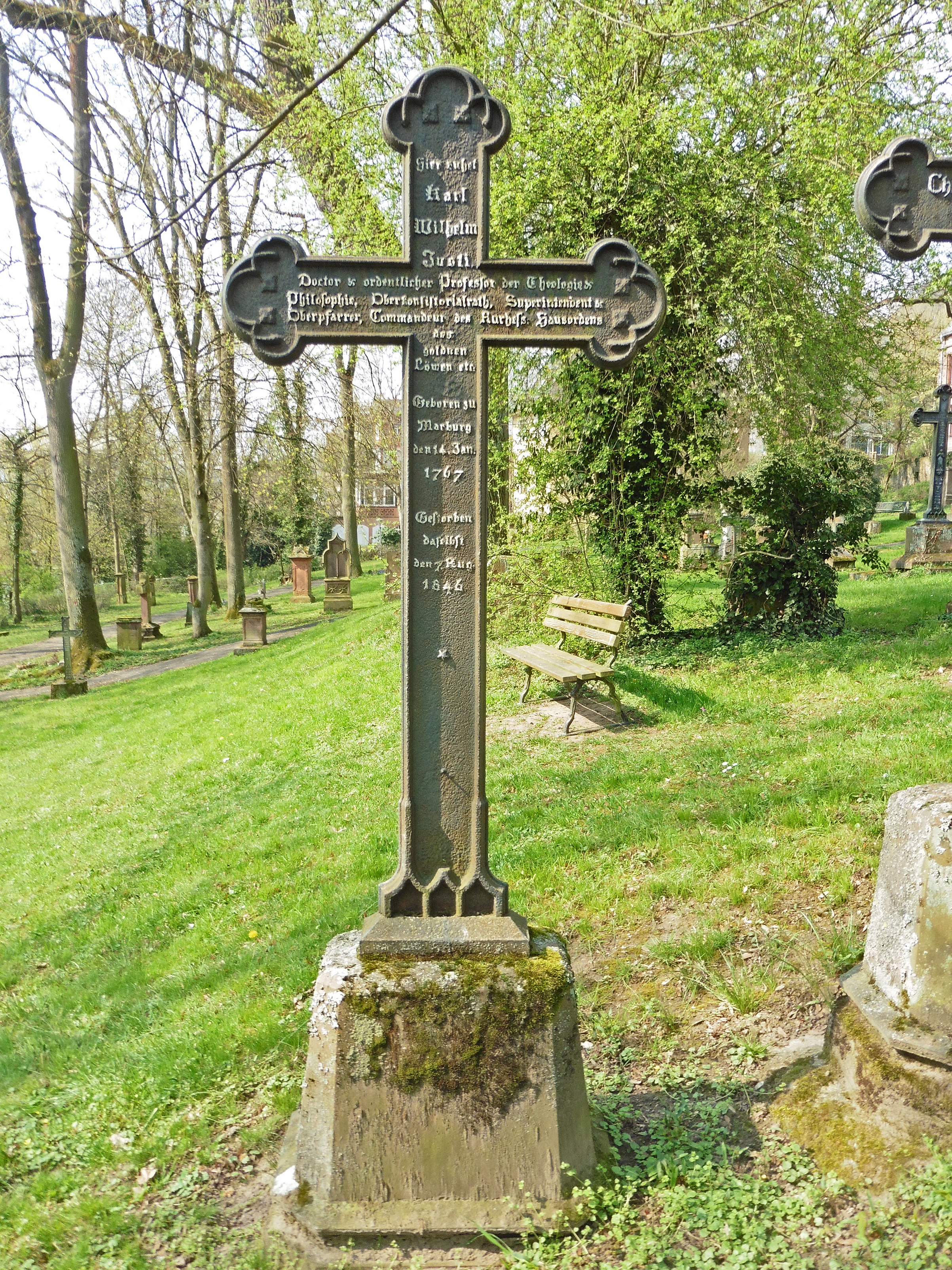
Grab von Karl Wilhelm Justi auf dem Friedhof am Barfüßertor in Marburg

Karl Wilhelm Justi (* 14. Januar 1767 in Marburg; † 7. August 1846 ebenda; auch Carl Wilhelm Justi) war ein deutscher Philosoph und lutherischer Theologe sowie Ehrenbürger der Stadt Marburg.

## Leben
Karl Wilhelm Justi war Pfarrer an der Lutherischen Pfarrkirche in Marburg. Er wurde 1793 ordentlicher Professor für Philosophie an der Universität in Marburg und 1822, nachdem in der bisher calvinistischen Universität eine Ausweitung zur protestantischen Universität erfolgte, auch ordentlicher Professor für Theologie lutherischer Konfession. Nebenbei widmete er sich der Beschreibung hessischer Kunstdenkmale und gab einige Veröffentlichungen dazu heraus. Er veröffentlichte auch 1797 die erste aus historischen Quellen erarbeitete Biografie der Heiligen Elisabeth, die 1835 überarbeitet erneut herausgegeben wurde.
Justi begründete eine bekannte Marburger Gelehrtenfamilie. Zu seinen Nachkommen zählen unter anderen Carl Justi, Ferdinand Justi und Ludwig Justi.
Er gehörte auch dem sogenannten Marburger Romantikerkreis an, dem auch Bettina Brentano und Clemens Brentano, Karoline von Günderode, Sophie Mereau, Achim von Arnim, Leonhard und Friedrich Creuzer, Jacob Grimm und Wilhelm Grimm, Friedrich Carl von  Savigny sowie dem Pfarrer Johann Heinrich Christian Bang (1774–1851) aus dem Nachbarort Goßfelden angehörten.

## Werke
- Der Elisabeth-Brunnen bey Schröck unweit Marburg. In: Hessische Denkwürdigkeiten 1805/1, S. 1–17. (auf dem Titelblatt ein Kupferstich von Conrad Westermayr nach einer Zeichnung von Joseph Friedrich Engelschall)
- Amalie Elisabeth, Landgräfin von Hessen. Versuch einer Darstellung ihres Lebens und Charakters, Heyer, Gießen 1812.
- Grundzüge einer Geschichte der Universität Marburg, Krieger, Marburg 1827.
- Grundlage zu einer Hessischen Gelehrten- Schriftsteller- und Künstler-Geschichte vom Jahre 1806 bis zum Jahre 1830, Fortsetzung von Strieder’s Hessischer Gelehrten- u. Schriftsteller-Geschichte und Nachtrag zu diesem Werk, Garthe, Marburg 1831 (Bibliothek der Universität Marburg).
- Einige Bemerkungen über die neulich vorgeschlagene Reform der protestantischen Kirchenverfassung in besonderer Beziehung auf Kurhessen, Garthe, Marburg 1832.
- Gedichte: Mit einem Titelkupfer und drei musikalischen Kompositionen. Neue Sammlung; die späteren Gedichte des Verfassers, Elwert, Marburg 1834.
- Elisabeth. Die Heilige Landgräfin von Thüringen und Hessen: Nach ihren Schicksalen und ihrem Charakter dargestellt. Mit 4 Lithographirten Bildern. Neue sehr vermehrte und verbesserte Auflage, Christian Garthe, Marburg 1835.
- Sophie, erstgeborene Tochter der Heiligen Elisabeth, Herzogin von Brabant und Landgräfin von Hessen, Marburg 1838.
- Hiob: Neu übersetzt und erläutert, Bohné, Kassel 1840.
- Selbstbiographie: Zweiter Nachtrag, Marburg 1842.

## Nachlass
Der Nachlass von Karl Wilhelm Justi ist Teil des Familienarchivs Justi und wird als Depositum im  Hessischen Staatsarchiv Marburg (Bestand 340 Justi) aufbewahrt.